# Ninja Gaiden Trilogy
Ninja Gaiden Trilogy est une compilation de jeu vidéo d'action/plates-formes par Tecmo. Elle est distribuée en 1995 sur Super Nintendo.
Elle regroupe les 3 jeux de la série Ninja Gaiden parut sur Nintendo Entertainment System :
- 1988 - Ninja Gaiden
- 1990 - Ninja Gaiden II: The Dark Sword of Chaos
- 1991 - Ninja Gaiden III: The Ancient Ship of Doom

Les trois jeux de la compilation sont aussi déverrouillables en version Super Nintendo dans le nouveau titre original Ninja Gaiden paru en 2004 sur Xbox. Les versions  Super Nintendo ne sont plus jamais reparus par la suite, les rééditions sur des services comme la Console Virtuelle utilisant plutôt les jeux d'origine de la Nintendo Entertainment System,.